# 螣蛇增十一
仙女座22，又名BD+45 17，HD 571、SAO 36123、HR 27，是仙女座的一颗恒星，视星等为5.03，位于銀經115.52，銀緯-16.21，其B1900.0坐标为赤經0h 5m 7.2s，赤緯+45° -16.21′ 57″。